# Marina Lehnhardt
Marina Lehnhardt (* 5. Dezember 1983) ist eine ehemalige deutsche Fußballspielerin.

## Karriere
Lehnhardt gehörte in der Saison 2002/03 dem FC Bayern München an, für dessen Zweite Mannschaft sie überwiegend in der seinerzeit zweitklassigen Regionalliga zum Einsatz kam. Der Neuling in der Gruppe Süd stieg am Saisonende als Achtplatzierter von zehn Mannschaften ab. Höhepunkt ihrer Vereinszugehörigkeit dürfte dennoch Lehnhardts einziges Spiel für die Erste Mannschaft am 1. Dezember 2012 (11. Spieltag) gewesen sein, als sie ab der 77. Minute für Gertrud Stallinger beim 6:1-Sieg im Heimspiel gegen Tennis Borussia Berlin in der Bundesliga eingesetzt wurde. 
In der Folgesaison verblieb sie in der Regionalliga Süd, da sie vom SC Sand verpflichtet wurde. Ihr Verein beendete die Saison als Sechstplatzierter und qualifizierte sich – aufgrund der Auflösung der Regionalliga Süd – für die neu installierte 2. Bundesliga. Lehnhardt hingegen spielte in der Folgesaison eine Spielklasse höher, da sie vom Bundesligaaufsteiger TSV Crailsheim verpflichtet wurde. Für die Mannschaft bestritt sie fünf Punktspiele, von denen vier verloren wurden.
Nach einer drei Jahre währenden Spielpause war sie von 2008 bis 2011 für den in die Bundesliga aufgestiegenen FF USV Jena aktiv. Anschließend nach Österreich gewechselt, kam sie für die Zweite Mannschaft des USC Landhaus in der 2. Liga Ost/Süd einzig am 2. Juni 2012 (22. Spieltag) beim 4:3-Sieg im Auswärtsspiel gegen den ASK Baumgarten zum Einsatz.